# 사이먼 러셀 빌
사이먼 러셀 빌(영어: Simon Russell Beale, CBE, 1961년 1월 12일 ~ )은 잉글랜드의 배우이자 작가, 음악사학자이다.

## 출연 작품
- 스탈린이 죽었다! - 라브렌티 베리야 역
- 박물관 도적단

## 서훈
- 2003년 대영 제국 훈장 3등급(CBE) 수훈[1]